# ツキクラ
ツキクラは、アニメイトグループとソニー・ミュージックエンタテインメントによる新人育成プロジェクト及びプロジェクト所属メンバーの総称・音楽グループ。
公式ではムービックが発売する音楽CDシリーズに登場する2.5次元に存在する架空の芸能事務所・ツキノ芸能プロダクションによるプロジェクトを謳っている。声優、俳優、モデルなどといった多方面で活躍する新人タレントで構成され、メンバーはツキプロの所属グループ「劇団アルタイル」のキャラクターボイスを担当する。

## 略歴
2016年
- 3月11日、ソニー・ミュージックエンタテインメント主催の新人発掘オーディション「ツキプロ Music Grand Prix 2016」の合格者13名が発表[1]。
- 3月26日、AnimeJapan 2016にて初お披露目。
- 4月6日、「ツキプロch.」放送開始。メンバーのデビューまでの軌跡が放送される。
- 7月18日、初の単独ホールイベント「TSUKINO CROWD FESTIVAL 2016 SUMMER」が科学技術館（サイエンスホール）にて開催。
- 12月13日、ライブイベント「TSUKINO CROWD FESTIVAL 2016 WINTER」が赤坂BLITZにて開催。
- 12月14日、1stシングル「未来のPiece」発売。発売前には各地で発売記念イベントが行われた。

2017年
- 1月6日、4月より発足するソニー・ミュージックレーベルズの新レーベル「SACRA MUSIC」への所属が発表された[2]。
- 3月25日・3月26日、AnimeJapan 2017にて2期生初お披露目。
- 4月15日・4月16日、舞台「劇団アルタイル SPRING FESTIVAL 2017」がニューピアホールにて開催。
- 5月13日、ライブイベント「TSUKINO CROWD FESTIVAL 2017 SPRING」がZepp Tokyoにて開催。
- 8月30日、2ndシングル「僕らはSummer」発売。発売前には各地で発売記念イベントが行われた。

## メンバー

### 1期生
| 名前                                 | 生年月日               | 出身地   | 所属事務所                                 | 担当キャラクター | イメージカラー | ユニット | 選抜メンバーファン投票順位 | クラ劇総選挙順位 |
| ------------------------------------ | ---------------------- | -------- | ------------------------------------------ | ---------------- | -------------- | -------- | -------------------------- | ---------------- |
| 荒一陽 （あら かずはる）             | 1995年1月30日（30歳）  | 福島県   | BACSエンターテイメント                     | 霞サクヤ         | ■ワインレッド  | Sargas   | －                         | －               |
| 市川太一 （いちかわ たいち）         | 1993年2月4日（32歳）   | 東京都   | ヴィムス                                   | 東雲ユウリ       | ■水色          | Sargas   | －                         | 1位              |
| 糸川耀士郎 （いとかわ ようじろう）   | 1993年5月28日（31歳）  | 島根県   | ソニー・ミュージックエンタテインメント     | 神谷トウマ       | ■赤            | Regulus  | 8位                        | 2位              |
| 井上雄貴 （いのうえ ゆうき）         | 1995年1月23日（30歳）  | 神奈川県 | マウスプロモーション                       | 市ヶ谷リンタロウ | ■黄緑          | Rigel    | 1位                        | 4位              |
| 大海将一郎 （おおみ しょういちろう） | 1994年10月5日（30歳）  | 東京都   | ソニー・ミュージックアーティスツ           | 要タツヒコ       | ■紫            | Regulus  | 4位                        | 5位              |
| 菊地燎 （きくち りょう）             | 1994年10月16日（30歳） | 福島県   | アミュレート                               | 月島ヒジリ       | ■青            | Sargas   | －                         | －               |
| 小松準弥 （こまつ じゅんや）         | 1993年12月23日（31歳） | 宮城県   | GVjp                                       | 渋谷ヨウスケ     | ■オレンジ      | Rigel    | 2位                        | 3位              |
| 徳武竜也 （とくたけ たつや）         | 1994年9月15日（30歳）  | 長野県   | WITH LINE（準所属）                        | 辰巳マキ         | ■紺            | Rigel    | 6位                        | －               |
| 西野太盛 （にしの たいせい）         | 1992年1月10日（33歳）  | 大阪府   | ジャパン・ミュージックエンターテインメント | 護国寺ミカド     | ■黄            | Sargas   | －                         | －               |
| 筆村栄心 （ふでむら えいしん）       | 1993年10月24日（31歳） | 北海道   | スタイルキューブ                           | 千川リツ         | ■ピンク        | Sargas   | －                         | －               |
| 古畑恵介 （ふるはた けいすけ）       | 1993年3月30日（32歳）  | 静岡県   | 未所属                                     | 大崎イズモ       | ■青緑          | Rigel    | 7位                        | 6位              |
| 松岡一平 （まつおか いっぺい）       | 1992年5月20日（32歳）  | 長野県   | EARLY WING（準所属）                       | 永田イツキ       | ■緑            | Regulus  | 3位                        | －               |

### 2期生
| 名前                           | 生年月日               | 出身地 | 所属事務所                       | 担当キャラクター |
| ------------------------------ | ---------------------- | ------ | -------------------------------- | ---------------- |
| 飯塚達哉 （いいづか たつや）   | 2001年10月31日（23歳） | 東京都 | ENA ENTERTAINMENT                | 中野タツヤ       |
| 岡延明 （おか のぶあき）       | 1993年9月10日（31歳）  | 宮城県 | ソニー・ミュージックアーティスツ | 麻布ノブアキ     |
| 熊谷大樹 （くまがい たいき）   | 1994年12月7日（30歳）  | 福島県 | BACSエンターテイメント           | 駒込タイキ       |
| 田村昇三 （たむら しょうぞう） | 1993年6月16日（31歳）  | 徳島県 | オブジェクト                     | 森下ショウゾウ   |
| 寺下知輝 （てらした かずき）   | 1993年2月19日（32歳）  | 大分県 | 東京俳優生活協同組合             | 蔵前カズキ       |
| 仲島大輔 （なかじま だいすけ） | 1996年10月24日（28歳） | 千葉県 | イエローテイル                   | 豊洲ダイスケ     |
| 馬場惇平 （ばば じゅんぺい）   | 1995年1月28日（30歳）  | 山形県 | 81プロデュース（準所属）         | 両国ジュンペイ   |

### 元メンバー
| 名前                         | 生年月日               | 出身地 | 所属事務所         | 脱退年月日    | 脱退理由     |
| ---------------------------- | ---------------------- | ------ | ------------------ | ------------- | ------------ |
| 大島尚起 （おおしま なおき） | 1996年5月16日（28歳）  | 熊本県 | 未所属             | 2016年8月22日 | 活動規約違反 |
| 白岩瑠姫 （しろいわ るき）   | 1997年11月19日（27歳） | 東京都 | 長良プロダクション | 2017年6月23日 | 学業専念     |

## 作品

### シングル
| 通番 | 発売日         | タイトル     | 規格品番 | 収録曲 | 最高位 |
| ---- | -------------- | ------------ | --- | --- | ------ |
| 1    | 2016年12月14日 | 未来のPiece  | SECL-2097/8（初回生産限定盤A/ツキクラ盤） SECL-2099（初回生産限定盤B/リゲル盤） SECL-2100（初回生産限定盤C/レグルス盤） SECL-2101（初回生産限定盤D/サルガス盤） SECL-2102（通常版） | 未来のPiece グロリアスストーリー I need you                                                                   | 16位   |
| 2    | 2017年8月30日  | 僕らはSummer | VVCL-1061/2（初回生産限定盤A） VVCL-1063（初回生産限定盤B） VVCL-1064（初回生産限定盤C） VVCL-1065（初回生産限定盤D） VVCL-1066（通常版）                                           | 僕らはSummer FLY HIGH 愛の一粒（初回生産限定盤B） STARDUST（初回生産限定盤C） Love Message（初回生産限定盤D） | 23位   |

### ユニットシングル
| 発売日        | タイトル      | ユニット | 規格品番  | 収録曲                                  | 最高位 |
| ------------- | ------------- | -------- | --------- | --------------------------------------- | ------ |
| 2017年2月15日 | Break It Down | Rigel    | SECL-2111 | Break It Down Ki-Ra-Ri☆ 花言葉          | 90位   |
| 2017年2月15日 | ルイトモ      | Regulus  | SECL-2112 | ルイトモ Beautiful World しあわせの花束 | 99位   |

## 出演

### ラジオ
ツキクラ裏語録
2016年5月13日より『ツキクラの裏語録』のタイトルで、アニメイトタイムズにて配信、同年9月16日より現在のラジオタイトルに改題して配信され、2017年5月12日で更新終了。不定期更新。パーソナリティは、ツキクラのメンバーが回替わりで担当。